# Novska
Novska er en by i Kroatien med ca. 11.137 (2021) indbyggere. Den ligger 97 km fra hovedstaden Zagreb, på en højde af 125 m over havet, tæt ved motorvej E 70, som forbinder Zagreb med Beograd. Byen er også et meget vigtigt jernbaneknudepunkt, som forbinder det indre af landet med Adriaterhavet.
Fra det 11. århundrede til det 16. århundrede i området herskede stammer af tysk og ungarsk afstemning og fra det 16. århundrede til det 18. århundrede slaviske stammer (sidst i det 17. århundrede begyndte en indvandring af folk fra Bosnien-Hercegovina).